# 604 Tekmessa

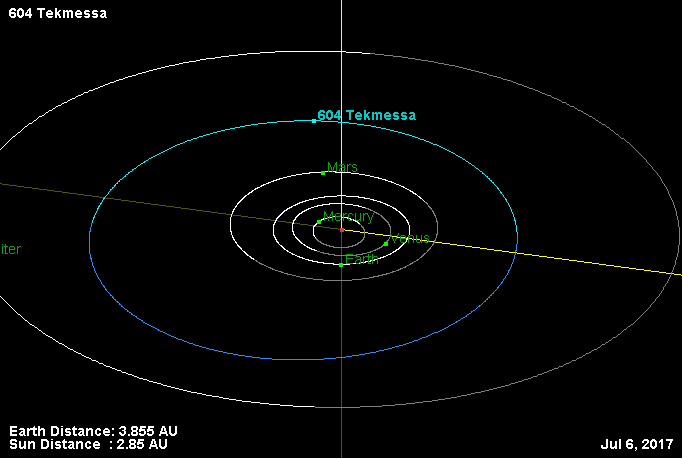

604 Tekmessa è un asteroide della fascia principale del diametro medio di circa 65,16 km. Scoperto nel 1906, presenta un'orbita caratterizzata da un semiasse maggiore pari a 3,1414826 UA e da un'eccentricità di 0,2025952, inclinata di 4,42532° rispetto all'eclittica.
Tecmessa, da cui deriva il nome dell'asteroide, è una figura della mitologia greca, schiava di Aiace Telamonio da cui ebbe un figlio di nome Eurisace.